# Lac Dau Tieng
Le lac Dau Tieng (en vietnamien: Hồ Dầu Tiếng) est un lac artificiel au sud du Vietnam creusé en 1981-1985. Avec sa superficie de 270 km2, pour 1,58 milliard de mètres cubes d'eau, c'est l'un des plus grands de l'Asie du Sud-Est.

## Situation
Il se trouve dans la province de Binh Duong et le district du même nom, avec des parties dépendant des provinces de Tây Ninh et de Binh Phuoc. La ville de Tây Ninh est à 25 kilomètres à l'est. Un barrage de crue se trouve en amont de la rivière de Saïgon et deux canaux, l'un à l'est l'autre à l'ouest, pour irriguer les cultures. Il fournit de l'eau à l'arrondissement de Thu Duc de Hô-Chi-Minh-Ville (Saïgon).